# Pinja vára
Pinja vára (horvátul: Grad Pinja) egy középkori várhely Horvátországban, a Krapina-Zagorje megyei Máriabesztercéhez tartozó Selnica falu határában. 

## Fekvése
Mivel a vár helyét még nem sikerült megtalálni a közelmúltban megpróbálták Pinja várát Bisztrica várával azonosítani. A Sztubica, a Pinja és Bisztrica birtokoknak a 13. század elejétől a 16. század végéig, Pinja és Bisztrica várainak pedig a 13. század végén és a 14. század elején történő egyidejű említése azonban egyértelműen kizárja ezt a lehetőséget. A dokumentumok elemzése alapján megállapíthatjuk, hogy a vár a Pinja-patak mentén helyezkedett el, és Bisztricához hasonlóan a közeli patakról nevezték el. Habár a Pinja-patak a Medvednicán található forrástól a Korpona folyóba való torkollásáig körülbelül 6 km hosszan folyik kétségtelen, hogy ennek a nagy településsűrűségű középkori birtoknak a központja a patak középső folyása mentén emelkedő dombon volt, mely kettévágta a patak keskeny és hosszú termékeny völgyét. Ezt a feltevést erősíti egy 1535-ből származó dokumentum, amelyben a Pinja hét település említésénél szerepel, amelyek közül hat ma egyértelműen körülveszi a Medvednica Hum nevű vonulatát, amely elválasztja a Pinja-völgyet a Bistrica-völgytől. Amikor ezt a tényt összehasonlítjuk Juraj Ćuk véleményével, miszerint Pinja vára Bisztrica közelében épült, valamint azzal, hogy a pinjai és bisztricai birtokok közötti hagyományos határ legkésőbb a 13. században a Hum-gerinc mentén húzódott, továbbá azzal a ténnyel, hogy Bisztrica várának maradványai mellette keletre találhatók megállapíthatjuk, hogy Pinja vára és az azonos nevű település a Pinja-patak és a Medvednica Hum nevű ágának nyugati lejtői között helyezkedett el Hum, azaz a mai Selnica területén.

## Története
Pinja vára először és utoljára 1295-ben jelenik meg okmányokban. A vár a névadó birtok területén helyezkedett el, amely egy 1209-ből származó dokumentum szerint magában foglalta a Pinja-patak völgyét és a Medvednica-hegység északi nyúlványinak lejtőit, amelyek a nyugati és keleti oldalon határolják. Első említésekor az Aka nembeli Kozina birtoka, mely nemzetség a 13. és 14. században Bisztrica várát is birtokolta. 
Mivel maradványait még nem határozták meg pontosan, csak azt feltételezhetjük, hogy a szomszédos Bisztrica várához hasonlóan ez is fából épülhetett, így egy akaratlanul keletkezett tűzvészben is megsemmisülhetett olyan mértékben, hogy újjáépítése tulajdonosától jelentős anyagi erőforrásokat igényelt volna, ezért inkább sorsára hagyta. 